# Corin Nemec
Corin Nemec, född 5 november 1971 i Little Rock, Arkansas, USA, är en amerikansk skådespelare. Nemec har bland annat medverkat i Stargate SG-1 som rollfiguren Jonas Quinn. Mest känd är han annars för att ha spelat titelkaraktären i TV-serien Parker Lewis. Har även spelat rollen som Harold Lauder i filmatiseringen av Stephen Kings Pestens tid. Han har även medverkat i ett fåtal avsnitt av den amerikanska serien Smallville.

## Uppväxt
Corin Nemecs mor var en grafikartist men var även målare, författare och poet. Hans far, Joseph Charles Nemec III har både skotska och irländska anor och arbetar inom filmindustrin, design och filmdesign. Hans farmor gav honom namnet "Corky". Redan som 13-åring intresserade sig Nemec för skådespelaryrket, och anledningen var att han hade sett barnfilmen The Goonies (där hans far hade gjort konstdirektionen). En annan anledning var hans föräldrars val av yrken, och att det av den anledningen var "det rätta att göra".

## Filmografi i urval
- 1988 – Tucker – en man och hans dröm
- 1990–1993 – Parker Lewis (TV-serie)
- 1994 – Pestens tid (TV-serie)
- 1995 – På spaning i New York (TV-serie)
- 1997 – Beverly Hills (TV-serie)
- 2002 – Smallville (TV-serie)
- 2002–2004 – Stargate SG-1 (TV-serie)
- 2008 – Ghost Whisperer (TV-serie)
- 2010 – Supernatural (TV-serie)